# Liste der Bodendenkmäler in Dentlein am Forst
Auf dieser Seite sind die Bodendenkmäler in dem mittelfränkischen Markt Dentlein am Forst zusammengestellt. Diese Tabelle ist eine Teilliste der Liste der Bodendenkmäler in Bayern. Grundlage ist die Bayerische Denkmalliste, die auf Basis des Bayerischen Denkmalschutzgesetzes vom 1. Oktober 1973 erstmals erstellt wurde und seither durch das Bayerische Landesamt für Denkmalpflege geführt wird. Die folgenden Angaben ersetzen nicht die rechtsverbindliche Auskunft der Denkmalschutzbehörde.

## Bodendenkmäler in Dentlein am Forst
| Lage                         | Objekt | Akten-Nr.     | Bild           |
| ---------------------------- | --- | ------------- | -------------- |
| (Standort)                   | Freilandstation des Mesolithikums.                                                                                                 | D-5-6828-0004 |                |
| Kapellenfeld (Standort)      | Mittelalterliche und frühneuzeitliche Befunde im Bereich der sogenannten Zirkelkappel bei Schwaighausen.                           | D-5-6828-0006 | weitere Bilder |
| Klosterhofgasse 5 (Standort) | Mittelalterliche und frühneuzeitliche Befunde im Bereich der evangelisch-lutherischen Pfarrkirche St. Ursula in Dentlein am Forst. | D-5-6828-0061 | weitere Bilder |
| (Standort)                   | Untertägige Teile der abgegangenen mittelalterlichen und frühneuzeitlichen Kirche St. Wolfgang in Großohrenbronn.                  | D-5-6828-0062 |                |